# Cratere Theiler
Theiler è un cratere lunare di 8,28 km situato nella parte nord-orientale della faccia visibile della Luna.
Il cratere è stato dedicato al vincitore del Premio Nobel per la medicina nel 1951 Max Theiler